# Pocky & Rocky
Pocky & Rocky —conocido en Japón como Kiki KaiKai: Nazo no Manto Kuro ( 奇々怪界~謎の黒マント) es un videojuego desarrollado y publicado por Natsume, con licencia de Taito, en Japón a finales de 1992, mientras que en otros países llegaría en 1993. Es la secuela del videojuego arcade «KiKi KaiKai» (lanzado de forma no oficial en Estados Unidos y Europa como «Knight Boy»). El juego sigue las aventuras de Pocky, ahora con su nuevo compañero, Rocky.

## Historia
Ambientada en el Japón Feudal, en Pocky & Rocky el jugador asume el papel de una joven sacerdotisa quien, mientras cuidaba de su santuario, una noche recibe la visita de Rocky, un tanuki y miembro de un grupo de yōkai conocido como "Nopino Goblins", todos los cuales recientemente se habían vuelto locos por una fuerza desconocida. En conjunto, Pocky y Rocky deben viajar a través de varios niveles que consta de varios locales del antiguo Japón mientras luchan contra una serie de criaturas surgidas de la mitología japonesa, incluyendo kappas, obake y Yurei. Finalmente, deben romper la fortaleza del misterioro Manto Negro (en adelante denominado "Goblins Gorgonzola") que ha estado utilizando a estos monstruos para hacer cumplir sus malas artes. Cualquiera que sea el carácter del jugador elegido antes de jugar, no habrá ninguna diferencia en el resultado final de la historia.

## Música
La banda sonora musical para Pocky & Rocky fue compuesta por Hiroyuki Iwatsuki, un compositor interino de la compañía Natsume quien usó elementos de la música tradicional japonesa con sonidos y ritmo electrónicos. Al revés que con la banda sonora original de la máquina arcade, no se ha lanzado álbum alguno conteniendo la música de esta adaptación.

## Premios
Pocky & Rocky fue galardonado como Mejor Juego Duo de 1993 por Electronic Gaming Monthly .

## Pocky & Rocky 2
Pocky & Rocky 2 es un videojuego desarrollado y publicado por Natsume en Japón y América del Norte y publicado en regiones PAL por Ocean Software para la consola de videojuegos Super Nintendo o SNES. Es la secuela de Pocky & Rocky.

### Modo de juego
La partida se juega en una vista cenital, de arriba hacia abajo, con muchos elementos de los clásicos 'Shoot Em Up', pero permitiendo al jugador o jugadores libertad de movimiento en las ocho direcciones. Un jugador controla al protagonista, Pocky, que ataca lanzando papiros "o-fuda" (conocido como "tarjetas" en versiones en Inglés). Pocky puede recoger objetos para mejorar su poder de ataque y ropa para protegerse de los daños, así como hacer deslizar al personaje del segundo jugador (Rocky) y hacer uso de su magia. El jugador 2 asume un papel de apoyo como uno de los amigos de Pocky de cada uno con un ataque único y vidas infinitas. Si no hay ningún jugador en segundo lugar, el carácter de apoyo es controlado por la CPU.

## Pocky & Rocky with Becky
Pocky & Rocky con Becky es un videojuego desarrollado y publicado por Altron en Japón y publicado por Natsume en América del Norte para la Game Boy Advance. Es el tercer juego publicado bajo el título Pocky & Rocky.